# De Lelie (Aalten)
De Lelie is een kleine korenmolen aan de Dinxperlosestraatweg in Aalten in de provincie Gelderland.
Het molentje werd in 1974 gebouwd door molenmaker Jan ten Have bij zijn woning in Aalten. Tien jaar later kwam de molen naast korenmolen De Vier Winden in Vragender te staan. In 1995 werd de molen boven op de werkplaats van molenmaker Vaags in Aalten geplaatst. Hier had de molen ook zelfkruiing door middel van twee windrozen. In 2000 werd de molen op de huidige plek neer gezet in de tuin van molenmaker Henk Vaags in Aalten. Het molentje is voorzien van roeden met een lengte van ruim 6 meter en het Van Busselsysteem.